# Falns

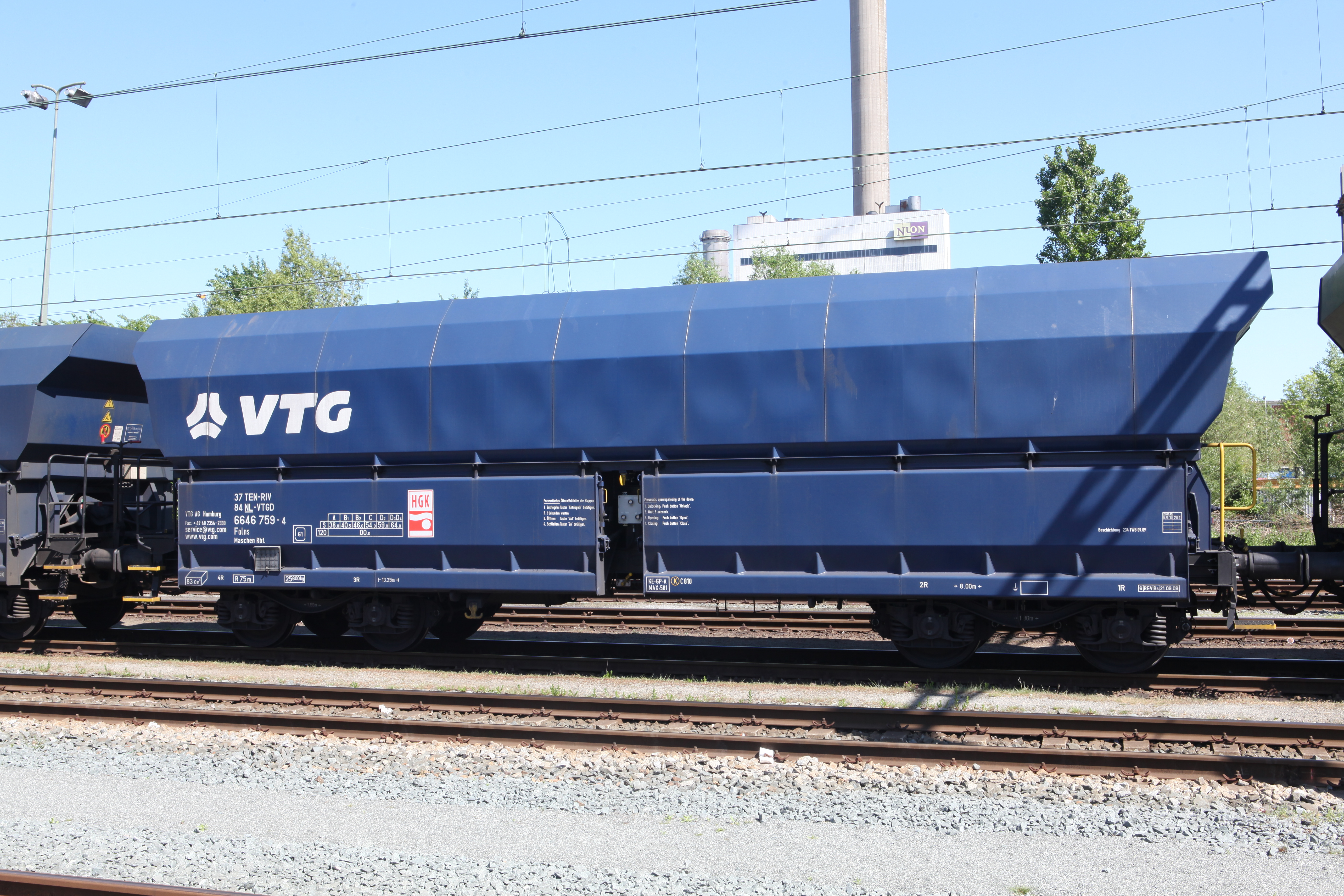
VTG Falns, registriert bei den Niederländischen Staatsbahnen

Der Falns ist ein vierachsiger offener Schüttgutwagen, der bei zahlreichen europäischen Eisenbahnunternehmen zum Einsatz kommt. Die Wagen sind vielseitig verwendbar, vor allem zum Transport nässeunempfindlicher Schüttgüter, und wurden ab 1987 von der damaligen Deutschen Bundesbahn angeschafft.
Falns-Wagen verfügen je Wagenseite über zwei Klappen, die zur Entladung geöffnet werden können. Das geladene Schüttgut fällt dann mit Hilfe der Schwerkraft nach unten heraus.
Das Öffnen der Klappen kann auf verschiedene Arten erfolgen:
- mechanisch; durch Betätigung eines Handrads
- pneumatisch; mit Druckluftzylindern, versorgt durch eine Lok oder stationäre Drucklufterzeugung
- hydraulisch; mit Hydraulikzylindern, der nötige Druck wird während der Fahrt mit einer Radsatzhydraulikpumpe erzeugt